# Sorbus gauckleri
Sorbus gauckleri är en rosväxtart som beskrevs av N.Mey.. Sorbus gauckleri ingår i släktet oxlar, och familjen rosväxter. Inga underarter finns listade i Catalogue of Life.